# Zoran Zaev
Zoran Zaev (mak. Зоран Заев; Strumica, 8. listopada 1974.), sjevernomakedonski političar koji od 30. kolovoza 2020. služi kao  predsjednik vlade Sjeverne Makedonije te predsjednik Socijaldemokratskog saveza Makedonije. Svoj prvi mandat kao predsjednik vlade Sjeverne Makedonije služio je od 31. svibnja 2017. do svoje ostavke 3. siječnja 2020. Također je i bivši gradonačelnik općine Strumice.

## Životopis

### Obrazovanje
Osnovnu i srednju školu je završio u Strumici. Diplomirao je na Ekonomskom fakultetu u Skoplju 1997. godine.

### Politička karijera
Zoran Zaev je član stranke SDSM od 1996. godine. Od 2003. je bio zastupnik u Sobranju Sjeverne Makedonije. Godine 2005. je izabran za gradonačelnika općine Strumice. Na osmom kongresu SDSM, 18. rujna 2008. izabran je za predsjednika stranke, na čijem je čelu bio do 2009. godine. Po drugi put je svibnja 2013. izabran za predsjednika stranke.
Kao glavni opozicioni vođa učestvovao je na sastanku 2. lipnja 2015., s tadašnjim predsjednikom vlade Nikolom Gruevskim i komesarom za proširenje Europske unije Johannesom Hahnom, u cilju prevazilaženja duboke političke krize od siječnja 2015. godine. Sastanak je rezultirao sporazumom u Pržinu. U prosincu 2016. godine su održani izvanredni parlamentarni izbori, a Zaev je sa svojom strankom SDSM osvojio 49 mandata.
27. travnja 2017. demonstranti su provalili u zgradu Sobranja Sjeverne Makedonije i tom prilikom je Zaev povrijeđen. Dan nakon incidenta, Zaev poručuje da očekuje da se smiri situacija u državi i poziva predsjednika Ivanova da mu dodjeli mandat za sastavljanje Vlade Sjeverne Makedonije.
17. svibnja 2017., predsjednik Ivanov je dodijelio mandat Zaevu za sastavljanje nove Vlade Sjeverne Makedonije. Nakon 2. tjedna, Zaev je izabran za predsjednika vlade Sjeverne Makedonije.
Vrhunac njegove vlade bio je 2018. kad je potpisao Prespanski sporazum s grčkim premijerom Aleksisom Ciprasom kojim je ime države promijenjeno iz Republika Makedonija u Republika Sjeverna Makedonija, albanski je priznat kao drugi službeni jezik i Makedonci su se odrekli polaganja prava kao jedini sljednici Aleksandra Makedonskog. Time je razriješen dugi spor između Makedonije i Grčke zbog kojeg su Makedoniji do tada bile zamrznute euroatlanske integracije.
Zaev je podnio ostavku 3. siječnja 2020. i otvorio put tehničkoj vladi s glavnim zadatkom organiziranja prijevremenih izbora 12. travnja iste godine. Zaev je pozvao na izbore u još u listopadu 2019. kako bi se Makedonci opredijelili kako dalje sa svojom državom nakon što Europska unija nije ispunila svoje obećanje i pokrenula pristupne pregovore sa Skopljem usprkos potpisivanju Prespanskog sporazuma. Niti ulazak u NATO nije ostvaren zbog španjolske blokade.